# جورج س. لانغ
جورج س. لانغ (بالإنجليزية: George C. Lang)‏ هو عسكري أمريكي، ولد في 20 أبريل 1947 في فلاشينغ ‏ في الولايات المتحدة، وتوفي في 16 مارس 2005 في سيفورد في الولايات المتحدة.